# Personen des 20. Juli 1944

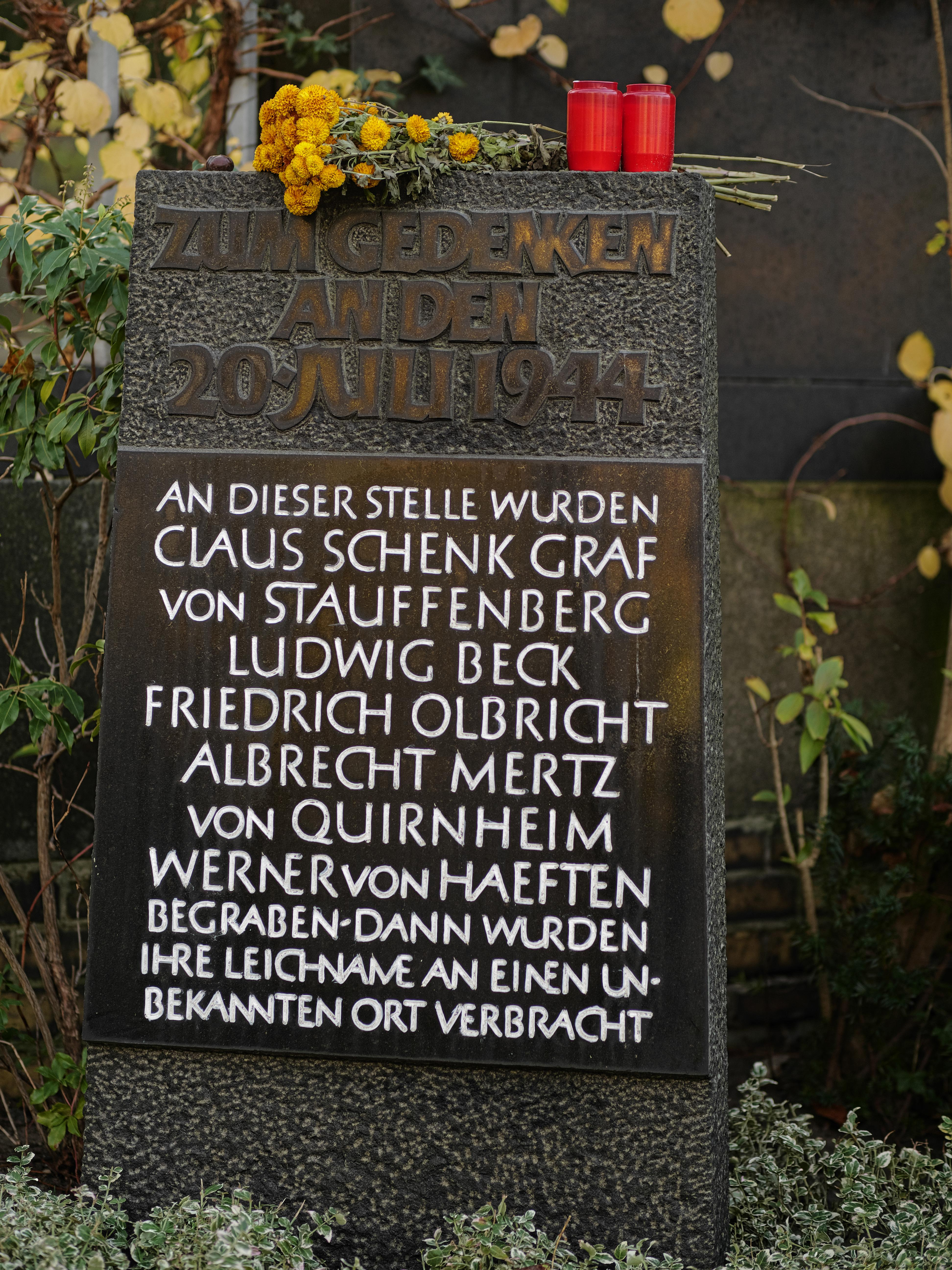
Gedenkstein für die kurzzeitig dort bestatteten Männer des 20. Julis auf dem Alten St.-Matthäus-Kirchhof Berlin
Lage:

Die Liste der Personen des 20. Juli 1944 umfasst die Beteiligten, Mitwisser und Fluchthelfer beim gescheiterten Attentat vom 20. Juli 1944 auf Adolf Hitler. Sie beruht zum großen Teil auf den Verhaftungslisten des Reichssicherheitshauptamtes (RSHA), einem Zusammenschluss des Großteils der staatlichen und NSDAP-bezogenen Polizei-, Strafverfolgung, Terror- und nachrichtendienstlichen Institutionen des „Dritten Reiches“. Dazu gehörten die Geheime Staatspolizei und die Kriminalpolizei – zusammengefasst als Sicherheitspolizei – der SD der NSDAP, Organisationen zur Bekämpfung rassisch Verfolgter und Bereiche der weltanschaulichen Forschung und Auswertung im Sinne der NS-Ideologie. Gebildet wurde es am 27. September 1939, ihr erster Leiter war der Chef der Sicherheitspolizei und des Sicherheitsdienstes, Reinhard Heydrich. Es verfügte über die 1933 eingeführte Schutzhaft, arbeitete dem 1934 eingerichteten „Volksgerichtshof“ unter dem Vorsitz von Roland Freisler zu. Seinen Hauptsitz hatte es im Prinz-Albrecht-Palais in Berlin, Wilhelmstraße 101.
Die Beteiligten stammten aus vielen Schichten der Bevölkerung und hatten vielfältige Kontakte zum Kreisauer Kreis um Helmuth James Graf von Moltke. Unter den 200 später wegen der Erhebung Hingerichteten oder anderweitig in den Tod Getriebenen waren die drei Generalfeldmarschälle Günther von Kluge, Erwin von Witzleben und Erwin Rommel, 19 Generäle, 26 Oberste, zwei Botschafter, sieben Diplomaten, ein Minister, drei Staatssekretäre sowie der Chef der Reichskriminalpolizei Arthur Nebe; des Weiteren mehrere Oberpräsidenten, Polizeipräsidenten und Regierungspräsidenten.
Am Widerstand gegen den Nationalsozialismus beteiligte Persönlichkeiten, die nicht direkt am 20. Juli 1944 mitwirkten, sind in der Liste von Widerstandskämpfern gegen den Nationalsozialismus aufgeführt.

## A
- Major Wolfgang Abshagen (* 17. November 1897 Stralsund; † 21. August 1945 Brest, hingerichtet)
- Oberst Otto Armster, Leiter der Abwehrstelle Wien (* 11. Juli 1891 Preetz; † 21. September 1957); von Juli 1944 bis Kriegsende in Haft, von 1945 bis 1955 in sowjetischer Haft

## B
- Otto Baer jun., Unternehmer (* 7. November 1880 Dresden; † 1. August 1947 Torgau)
- Gertrud Beck, geb. Müller (* 3. Dezember 1882 Rostock; † 15. August 1944 Frankfurt-Höchst, hingerichtet)

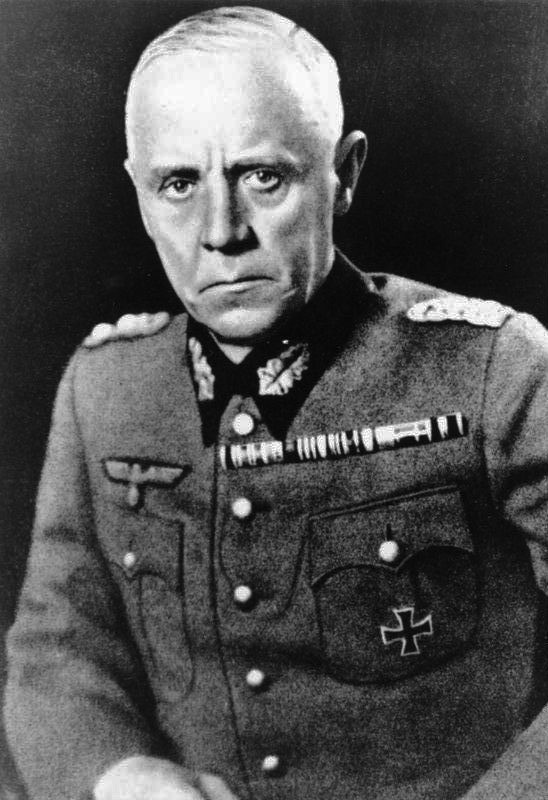
Ludwig Beck 1936

- Generaloberst Ludwig August Theodor Beck, ehemaliger Generalstabschef des Heeres (* 29. Juni 1880 Biebrich; † 21. Juli 1944 Berlin, auf persönlichen Befehl von General Friedrich Fromm erschossen)
- Oberstleutnant i. G. Robert Bernardis (* 7. August 1908 Innsbruck; † 8. August 1944 Berlin-Plötzensee, hingerichtet)
- Botschaftsrat a. D. Albrecht Graf von Bernstorff (* 6. März 1890 Berlin; † 23. April 1945 Berlin, ermordet)
- Gottfried Graf von Bismarck-Schönhausen, Regierungspräsident in Potsdam (* 29. März 1901 Berlin; † 14. September 1949 Verden/Aller)
- Major Hans-Jürgen Graf von Blumenthal (* 23. Februar 1907 Potsdam; † 13. Oktober 1944 Berlin-Plötzensee, hingerichtet)
- Oberstleutnant i. G. Hasso von Boehmer (* 9. August 1904 Groß-Lichterfelde; † 5. März 1945 Berlin-Plötzensee, hingerichtet)
- Eugen Bolz, ehemaliger Staatspräsident von Württemberg (* 15. Dezember 1881 Rottenburg am Neckar; † 23. Januar 1945 Berlin, hingerichtet)
- Oberst Georg von Boeselager (* 25. August 1915 Burg Heimerzheim; † 27. August 1944 Lomza/Russland, gefallen)
- Major Philipp von Boeselager (* 6. September 1917 Burg Heimerzheim; † 1. Mai 2008 Burg Kreuzberg)
- Generalleutnant Hans von Boineburg-Lengsfeld (* 9. Juni 1889 Eisenach; † 20. November 1980 Altenburg, Hessen)

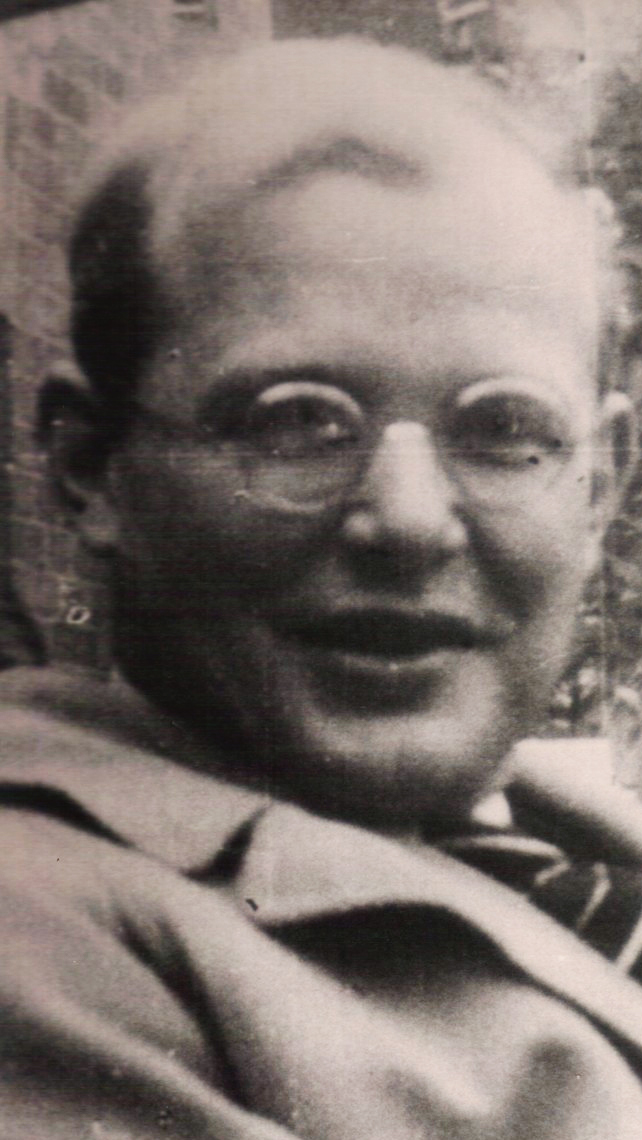
Dietrich Bonhoeffer (um 1938)

- Dietrich Bonhoeffer, evangelisch-lutherischer Theologe und Mitglied der Bekennenden Kirche (* 4. Februar 1906 Breslau; † 9. April 1945 KZ Flossenbürg, hingerichtet)
- Emmi Bonhoeffer (* 13. Mai 1905 in Berlin; † 12. März 1991 in Düsseldorf)
- Klaus Bonhoeffer, Jurist (* 5. Januar 1901 Breslau; † 23. April 1945 Berlin, erschossen)
- Randolph Freiherr von Breidbach-Bürresheim, Jurist und Oberleutnant (* 10. August 1912 Bonn; † 13. Juni 1945 KZ Sachsenhausen)
- Rittmeister Arthur Eberhard Börries Wolf Alfred von Breitenbuch, Dipl.-Forstingenieur (* 20. Juli 1910 Dietzhausen bei Suhl; † 22. September 1980 Göttingen); nach dem Krieg im niedersächsischen Forstdienst
- Eduard Brücklmeier, Jurist und Legationsrat a. D. im Auswärtigen Amt (* 8. Juni 1903 München; † 20. Oktober 1944 Berlin-Plötzensee, hingerichtet)
- Major Axel von dem Bussche (* 24. April 1919 Braunschweig; † 26. Januar 1993 Bonn); entkam der Verhaftungswelle, da er sich seit Januar 1944 im Lazarett befand

## C
- Oscar Caminneci, Landwirt (* 17. April 1885 Palermo/Sizilien; † 9. März 1945 KZ Mauthausen, hingerichtet)

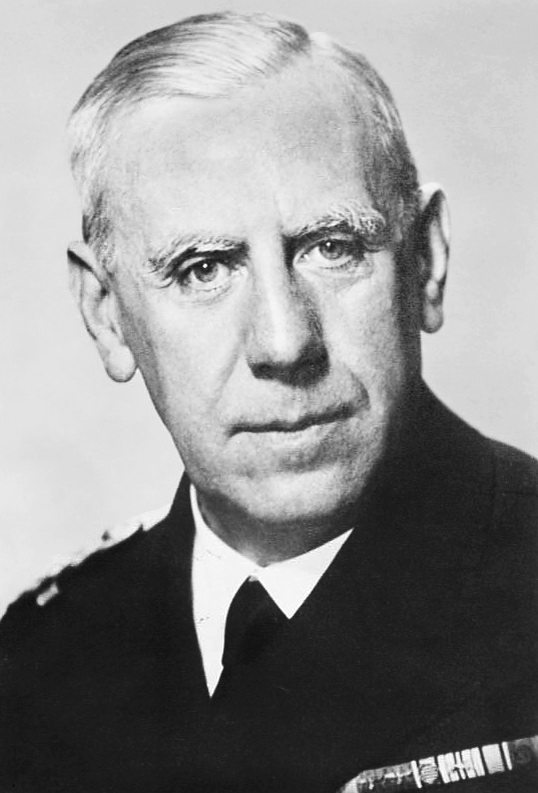
Wilhelm Canaris 1940

- Admiral Wilhelm Canaris, Chef des deutschen militärischen Nachrichtendienstes (* 1. Januar 1887 Aplerbeck bei Dortmund; † 9. April 1945 KZ Flossenbürg, hingerichtet)
- Walter Cramer, Industrieller (* 1. Mai 1886 Leipzig; † 14. November 1944 Berlin-Plötzensee, hingerichtet)

## D
- Gustav Dahrendorf, Sozialdemokratischer Reichstagsabgeordneter, Journalist, Kaufmann (* 8. Februar 1901 Hamburg; † 30. Oktober 1954 Braunlage)
- Justus Delbrück, seit 17. August 1944 Gestapogefängnis Lehrter Straße (* 25. November 1902 Berlin; † 23. Oktober 1945 im Speziallager Jamlitz)
- Alfred Delp, Pater S.J. (* 15. September 1907 Mannheim; † 2. Februar 1945 Berlin-Plötzensee, hingerichtet)
- Oberregierungsrat Wilhelm Dieckmann (* 17. Juli 1893 Stotel; † 13. September 1944 Berlin-Plötzensee, hingerichtet)
- Heinrich Graf von Dohna-Schlobitten, Gutsbesitzer (* 15. Oktober 1882 Waldburg bei Königsberg; † 14. September 1944 Berlin-Plötzensee, hingerichtet)
- Reichsgerichtsrat Hans von Dohnanyi (* 1. Januar 1902 Wien; † 8. April 1945 KZ Sachsenhausen, hingerichtet)
- Christine von Dohnanyi, geborene Bonhoeffer (* 26. Oktober 1903 in Königsberg; † 2. Februar 1965 in Kassel)
- Oberleutnant Hans-Martin Dorsch († 13. März 1945, hingerichtet)
- Hauptmann Max Ulrich Graf von Drechsel (* 3. Oktober 1911 Karlstein; † 4. September 1944 Berlin-Plötzensee, hingerichtet)
- Georg Ferdinand Duckwitz, Zuständigkeitsbereich des Auswärtigen Amts in Kopenhagen (* 29. September 1904 Bremen; † 16. Februar 1973 Bremen)

## E
- Hauptmann Albrecht Eggert (* 23. März 1903; † 5. Januar 1977), Stab Heeresgruppe Mitte,
- Horst von Einsiedel (* 7. Juni 1905 in Dresden; † 25. Februar 1947 im Speziallager Sachsenhausen) war ein Jurist, Ökonom und Mitglied des Kreisauer Kreises.
- Fritz Elsas, ehemaliger Zweiter Bürgermeister von Berlin (* 11. Juli 1890 Cannstatt; † 4. Januar 1945 KZ Sachsenhausen, hingerichtet)
- Oberstleutnant i. G. Karl Heinz Engelhorn (* 6. September 1905 Hagenau; † 24. Oktober 1944 Brandenburg-Görden, hingerichtet)
- Oberstleutnant Hans Otto Erdmann (* 18. Dezember 1896 Insterburg; † 4. September 1944 Berlin-Plötzensee, hingerichtet)
- General der Panzertruppe Hans-Karl Freiherr von Esebeck (* 10. Juni 1892; † 5. Januar 1955). Befehlshaber des Wehrkreises XVII (Wien). In einem Konzentrationslager inhaftiert.

## F
- General der Infanterie Alexander Freiherr von Falkenhausen, Militärbefehlshaber von Belgien und Nordfrankreich, (* 29. August 1878 Gut Blumenthal Kreis Neiße O/S; † 31. Juli 1966 Nassau); aufgrund mangelhafter Beweislage nicht angeklagt, jedoch bis Kriegsende inhaftiert.
- Bankier Gotthard Ludwig Hans Dietrich Freiherr von Falkenhausen, (* 20. Januar 1899 Steinkirchen; † 1. November 1982 Essen). Aus Mangel an Beweisen freigesprochen
- General der Nachrichtentruppe Erich Fellgiebel (* 4. Oktober 1886 Pöpelwitz bei Breslau; † 4. September 1944 Berlin-Plötzensee, hingerichtet)
- Oberst i. G. Eberhard Finckh (* 7. November 1899 Kupferzell; † 30. August 1944 Berlin-Plötzensee, hingerichtet)
- Albrecht Fischer, Baurat (* 27. März 1877 Stuttgart; † 19. Januar 1965). Vom Volksgerichtshof freigesprochen, jedoch trotzdem bis Kriegsende inhaftiert.
- Max Fleischmann (* 5. Oktober 1872 Breslau; † 14. Januar 1943 Berlin, Suizid). War für leitende Aufgaben in Baden vorgesehen.
- Reinhold Frank, Rechtsanwalt (* 23. Juli 1896 Bachhaupten; † 23. Januar 1945 Berlin-Plötzensee, hingerichtet)
- Ehrengard Frank-Schultz (* 23. März 1885 Magdeburg; † 8. Dezember 1944 Berlin-Plötzensee, hingerichtet) Diakonissin des DRK, war nicht dem Widerstand zugehörig, sie hatte lediglich in privaten Gesprächen mit einer Kollegin bedauert, dass das Attentat auf Hitler missglückt sei und wurde daraufhin von dieser denunziert.
- Oberst i. G. Wessel Freytag von Loringhoven (* 22. November 1899 Groß Born/Kurland; † 26. Juli 1944 Mauerwald/Ostpreußen, Suizid)
- Walter Frick, Kaufmann (* 31. Oktober 1895; † 22. April 1945, ohne Urteil hingerichtet), Fluchthelfer Arthur Nebes
- Hans Karl Fritzsche (* 3. Januar 1914 Graudenz; † 8. Juni 1999 Bonn). Gehörte zum engeren Kreis um Stauffenberg. Wurde aufgrund mangelnder Beweislage nach drei Monaten Haft freigelassen und an die Ostfront geschickt. Nach dem Krieg persönlicher Referent von Bundestagspräsident Eugen Gerstenmaier.
- Generaloberst Friedrich Fromm (* 8. Oktober 1888 Charlottenburg (heute Berlin); † 12. März 1945 Brandenburg-Görden, erschossen), auch an der Niederschlagung beteiligt
- Joseph-Ernst Fugger von Glött (* 26. Oktober 1895 Kirchheim in Schwaben; † 13. Mai 1981 Miesbach). Mitglied des Kreisauer Kreises, vorgesehen als Landesverweser für Bayern; vom Volksgerichtshof zu 3 Jahren Haft in den Zuchthäusern Berlin-Tegel und Bayreuth verurteilt. Nach dem Krieg Mitbegründer der CSU und Abgeordneter

## G
- Otto Heinrich von der Gablentz, Politologe (* 11. September 1898 Berlin; † 27. April 1972 Berlin)
- Hauptmann Ludwig Gehre (* 5. Oktober 1895 Düsseldorf; † 9. April 1945 KZ Flossenbürg, hingerichtet)
- Generalmajor Rudolph-Christoph von Gersdorff (* 27. März 1905 Lüben/Schlesien; † 27. Januar 1980 München)
- Eugen Gerstenmaier, Konsistorialrat, evgl. und Zentrumspolitiker (* 25. August 1906 Kirchheim unter Teck; † 13. März 1986 Oberwinter bei Remagen). Vom Volksgerichtshof zu 7 Jahren Zuchthaus verurteilt; nach 1945 Begründer des Hilfswerks der EKD und über 15 Jahre Bundestagspräsident.
- Otto Geßler (* 6. Februar 1875 Ludwigsburg; † 24. März 1955 Lindenberg im Allgäu), ehemaliger Reichswehrminister; zwei Tage nach dem Attentat wurde er verhaftet und war bis zum 24. Februar 1945 im KZ Ravensbrück interniert.
- Hans Bernd Gisevius, Jurist, Regierungsrat (* 14. Juli 1904 Arnsberg; † 23. Februar 1974 Müllheim); konnte sich nach dem 20. Juli der Verhaftung entziehen.
- Erich Gloeden, Architekt (* 23. August 1888; † 30. November 1944 Berlin-Plötzensee, hingerichtet)
- Elisabeth Charlotte Gloeden, Juristin (* 9. Dezember 1903 Köln; † 30. November 1944 Berlin-Plötzensee, hingerichtet)

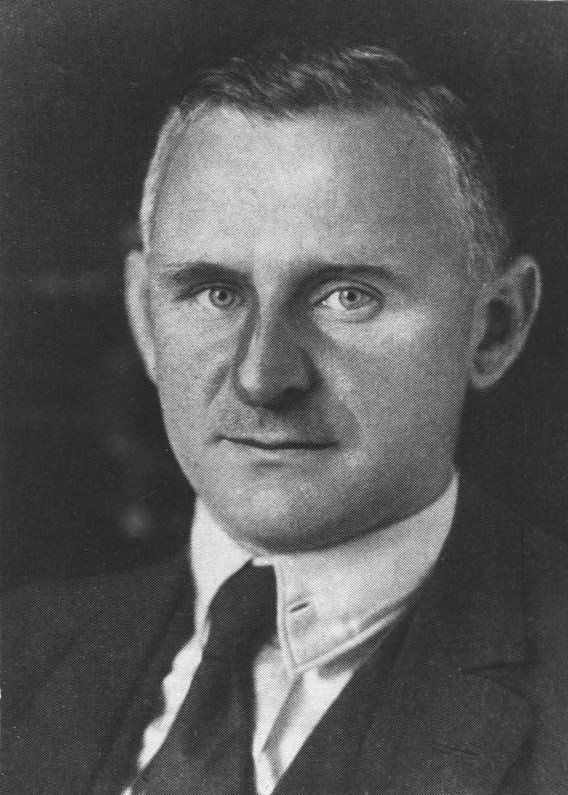
Carl Friedrich Goerdeler

- Carl Friedrich Goerdeler, bis 1937 Oberbürgermeister von Leipzig, 1934/35 auch Reichspreiskommissar (* 31. Juli 1884 Schneidemühl; † 2. Februar 1945 Berlin-Plötzensee, gehenkt); ein Haftbefehl gegen ihn wurde bereits vor dem 20. Juli erlassen.
- Fritz Goerdeler, Stadtkämmerer von Königsberg (* 6. März 1886 Schneidemühl; † 1. März 1945 Berlin-Plötzensee, hingerichtet)
- Oberst i. G. Helmuth Groscurth, Mitverfasser der geheimen Denkschrift Das drohende Unheil, einer Aufforderung an die militärische Führung zum Hochverrat (* 16. Dezember 1898 Lüdenscheid; † 7. April 1943 in sowjetischer Gefangenschaft)
- Nikolaus Groß, Gewerkschafter (KAB), Redakteur, Seliger der katholischen Kirche (* 30. September 1898 Niederwenigern; † 23. Januar 1945 Berlin-Plötzensee, hingerichtet)
- Karl Ludwig Freiherr von und zu Guttenberg, Historiker, Verleger (* 22. April 1902 auf der Salzburg bei Bad Neustadt; † 23. April 1945 Berlin, ermordet)

## H
- Max Habermann, christlicher Gewerkschaftsführer (* 21. März 1885 Altona; † 30. Oktober 1944 Gifhorn, Suizid im Gestapogefängnis),
- Hans Bernd von Haeften, Legationsrat im Auswärtigen Amt (* 18. Dezember 1905 Charlottenburg; † 15. August 1944 Berlin-Plötzensee, hingerichtet)
- Oberleutnant Werner von Haeften (* 9. Oktober 1908 Berlin; † 21. Juli 1944 Berlin-Tiergarten, auf persönlichen Befehl von General Friedrich Fromm erschossen)
- Leutnant d.R. Albrecht von Hagen, Jurist (* 11. März 1904 Langen/Pommern; † 8. August 1944 Berlin-Plötzensee, hingerichtet)
- Oberst Kurt Hahn (* 22. Juli 1901 Januschkau/Ostpreußen; † 4. September 1944 Berlin-Plötzensee, hingerichtet)
- Staatssekretär a. D. Eduard Hamm (* 16. Oktober 1879 Passau; † 23. September 1944 Berlin, Suizid)
- Oberst i. G. Georg Alexander Hansen (* 5. Juli 1904 Sonnefeld/Coburg; † 8. September 1944 Berlin-Plötzensee, hingerichtet)
- Oberst i. G. Bodo von Harbou (* 7. April 1887; † 29. Juli 1943 Berlin, Suizid)
- Oberstleutnant i. G. Carl-Hans Graf von Hardenberg, Landwirt (* 22. Oktober 1891 Glogau; † 24. Oktober 1958 Frankfurt am Main)
- Reinhild Gräfin von Hardenberg (* 20. März 1923 in Potsdam; † 23. Juni 2016 in Düsseldorf)
- Regierungspräsident a. D. Ernst von Harnack (* 15. Juli 1888 Marburg/Lahn; † 5. März 1945 Berlin-Plötzensee, hingerichtet)
- Generalleutnant Paul von Hase, Kommandant von Berlin (* 24. Juli 1885 Hannover; † 8. August 1944 Berlin-Plötzensee, hingerichtet)
- Ulrich von Hassell, Jurist, Diplomat (* 12. November 1881 Anklam; † 8. September 1944 Berlin-Plötzensee, hingerichtet)
- Theodor Haubach, Nationalökonom, Redakteur, führender Sozialdemokrat (* 15. September 1896 Frankfurt am Main; † 23. Januar 1945 Berlin-Plötzensee, hingerichtet)
- Albrecht Haushofer, Geograph, Schriftsteller (* 7. Januar 1903 München; † 23. April 1945 Berlin, ermordet)
- Major i. G. Egbert Hayessen (* 28. Dezember 1913 Eisleben † 15. August 1944 Berlin-Plötzensee, hingerichtet)
- Oberstleutnant Friedrich Wilhelm Heinz (* 7. Mai 1899 Frankfurt am Main; † 26. Februar 1968 Bad Nauheim); überlebte im Untergrund
- Generalleutnant Gustav Heisterman von Ziehlberg (* 10. Dezember 1898 Hohensalza; † 2. Februar 1945 Berlin-Spandau, hingerichtet)
- Wolf-Heinrich Graf von Helldorff, Polizeipräsident von Berlin (* 14. Oktober 1896 Merseburg; † 15. August 1944 Berlin-Plötzensee, hingerichtet)
- Generalmajor Otto Herfurth (* 22. Januar 1893 Hasserode; † 29. September 1944 Berlin-Plötzensee, hingerichtet)
- Andreas Hermes, Reichsminister für Ernährung und Landwirtschaft a. D. (* 16. Juli 1878 Köln; † 1964 Krälingen)
- Generalleutnant Adolf Heusinger (* 4. August 1897 Holzminden; † 30. November 1982 Köln); Oktober 1944 aus der Haft entlassen, da man keine Beweise gegen ihn finden konnte. Ab 1957 erster Generalinspekteur der Bundeswehr und Ernennung zum General
- Generaloberst Erich Hoepner (* 14. September 1886 Frankfurt (Oder); † 8. August 1944 Berlin-Plötzensee, hingerichtet)
- Oberstleutnant d. R. Caesar von Hofacker (* 11. März 1896 Ludwigsburg; † 20. Dezember 1944 Berlin-Plötzensee, hingerichtet)
- Richard Hoin, Sozialdemokrat (* 23. Juli 1879 Odersbach; † 14. Oktober 1944 Odersbach, gestorben an den Folgen der Misshandlungen in der Gestapo-Haft)
- Major Roland von Hößlin (* 21. Februar 1915 München; † 13. Oktober 1944 Berlin-Plötzensee, hingerichtet)
- Ernst Otto Hübener, Versicherungskaufmann, Mitbegründer und Mitinhaber der Firma Jauch & Hübener in Hamburg (* 28. Dezember 1891 Hamburg; † 21. oder 23. April 1945 Berlin, ohne Gerichtsverhandlung erschossen)

## J
- Oberst Friedrich Gustav Jaeger, Offizier (* 25. September 1895 Kirchberg an der Jagst; † 21. August 1944 Berlin-Plötzensee, hingerichtet)
- Jens Jessen, Wirtschaftswissenschaftler (* 11. Dezember 1895 Stoltelund bei Tingleff; † 30. November 1944 Berlin-Plötzensee, hingerichtet)
- Korvettenkapitän Sydney Jessen (* 24. April 1892 in Hamburg; † nach 1963); ab Ende Juli 1944 bis Kriegsende in Haft
- Hans John, Jurist (* 1. August 1911 Ziegenhain in Hessen; † 23. April 1945 Berlin Zellengefängnis Lehrter Straße, hingerichtet)
- Otto John, Jurist (* 19. März 1909 Marburg; † 26. März 1997 Innsbruck); konnte nach dem Scheitern des Attentats ins Ausland fliehen; 1950–1954 erster Präsident des Bundesamtes für Verfassungsschutz

## K
- Oberleutnant d.R. Hermann Kaiser, Studienrat (* 31. Mai 1885 Remscheid; † 23. Januar 1945 Berlin-Plötzensee, hingerichtet)
- Jakob Kaiser, Buchbinder, Zentrumspolitiker, Gewerkschafter (* 8. Februar 1888 Hammelburg; † 7. Mai 1961 Berlin); überlebte im Untergrund, 1946 Mitbegründer der CDU, 1949 bis 1957 Bundesminister für gesamtdeutsche Fragen
- Oberkriegsgerichtsrat d. Res. beim OKH Ludwig Kaiser, Jurist und Pianist (* 23. März 1889 Wiesbaden; † 28. September 1978); mangels Material nicht angeklagt, jedoch bis Kriegsende in Haft, nach 1945 Rechtsanwalt
- Franz Kempner, Staatssekretär a. D. (* 19. Oktober 1879 Bromberg; † 5. März 1945 Berlin-Plötzensee, hingerichtet)
- Albrecht von Kessel, Diplomat, Gesandtschaftsrat beim Vatikan (* 6. November 1902 Ober.Glauche; † 15. April 1976 Bad Godesberg); bereits seit dem 4. Juni 1944 in Rom in alliierter Internierung; nach 1945 wieder im diplomatischen Dienst
- Otto Kiep, Gesandter (* 7. Juli 1886 Saltcoats/Schottland; † 26. August 1944 Berlin-Plötzensee, hingerichtet)
- Major der Reserve Georg Conrad Kißling (* 20. Juli 1893 Breslau; † 22. Juli 1944 Berlin, Suizid)
- Oberstleutnant Bernhard Klamroth (* 20. November 1910 Berlin, † 15. August 1944 Berlin-Plötzensee, hingerichtet)
- Major der Reserve bei der Abwehr Hans Georg Klamroth, Kaufmann (* 12. Oktober 1898 Halberstadt; † 26. August 1944 Berlin-Plötzensee, hingerichtet)
- Hauptmann Friedrich Karl Klausing, Adjutant Stauffenbergs, (* 24. Mai 1920 München; † 8. August 1944 Berlin-Plötzensee, hingerichtet)
- Oberst Berndt von Kleist (* 30. April 1896 in Potsdam; † 16. Dezember 1976 in Bünde)
- Ewald von Kleist-Schmenzin, Landwirt (* 22. März 1890 Gut Groß Dubberow bei Belgard/Pommern; † 9. April 1945 Berlin-Plötzensee, hingerichtet)
- Ewald-Heinrich von Kleist-Schmenzin, Infanterieleutnant (* 10. Juli 1922 Gut Schmenzin bei Belgard/Pommern; † 8. März 2013 München)
- Major Gerhard Knaak (* 19. Juni 1906 Königsberg; † 4. September 1944 Berlin-Plötzensee, hingerichtet)
- Hans Koch, Rechtsanwalt (* 16. August 1893 Bartenstein in Ostpreußen; † 24. April 1945 Berlin, erschossen)
- Heinrich Kodré, Oberst im Generalstab, löste Walküre im Wehrkreis XVII aus (* 8. August 1899 Wien, † 22. Mai 1977 Linz) vom Ehrenhof freigesprochen
- Heinrich Körner, christlicher Gewerkschaftsführer und Zentrumspolitiker, (* 30. April 1892 Essen; † 26. April 1945 Berlin); vom Volksgerichtshof zu 4 Jahren verurteilt, nach der Befreiung des Zuchthauses Berlin-Plötzensee unter ungeklärten Umständen erschossen
- Korvettenkapitän Alfred Kranzfelder (* 10. Februar 1908 Kempten; † 10. August 1944 Berlin-Plötzensee, hingerichtet)
- Ministerialdirektor im Reichsjustizministerium Walter Kriege (* 15. März 1891 Asuncion; † 1. Dezember 1952 Düsseldorf)
- Oberstleutnant i. G. Wilhelm Kuebart (* 4. März 1913 Trakehnen; † 24. September 1993 Marquartstein, verurteilt zu 5 Jahren Zuchthaus)
- Legationsrat Richard Kuenzer (* 6. September 1875 Freiburg; † 23. April 1945 Berlin, erschossen)
- Major i. G. Joachim Kuhn (* 2. August 1913 Berlin; † 6. März 1994 Römershag bei Bad Brückenau); konnte sich der Festnahme entziehen
- Generalmajor Wilhelm Kunze (* 15. November 1894 Leipzig; † 20. August 1960 ebenda); eingeweiht, blieb unentdeckt
- Kapitän zur See Max Kupfer (* 22. September 1897 Dommitzsch; † nach 1977); eingeweiht, blieb unentdeckt
- Elisabeth Kuznitzky, geb. von Liliencron (* 22. Januar 1878 Straßburg; † 30. November 1944 Berlin-Plötzensee, hingerichtet)

## L
- Generalmajor Erwin von Lahousen-Vivremont, Leiter der Sabotage-Abteilung des Amtes Ausland/Abwehr der Wehrmacht (* 25. Oktober 1897 Wien; † 24. Februar 1955 Innsbruck); blieb unentdeckt
- Oberstleutnant Fritz von der Lancken, Internatsleiter (* 21. Juli 1890 Diedenhofen; † 29. September 1944 Berlin-Plötzensee, hingerichtet)
- Carl Langbehn, Rechtsanwalt (* 6. Dezember 1901 Padang (Indonesien); † 12. Oktober 1944 Berlin-Plötzensee, hingerichtet)

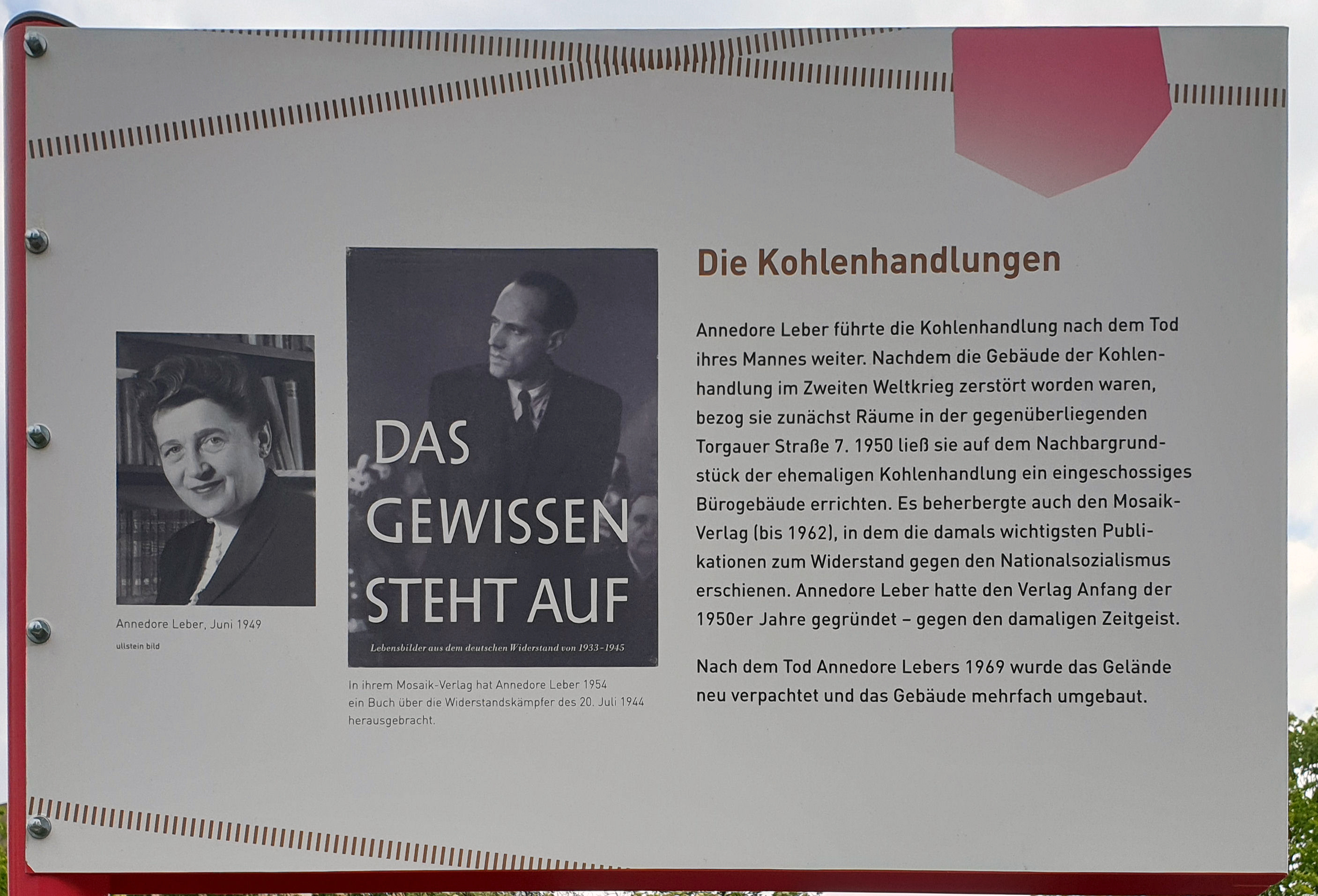
Gedenktafel Torgauer Str. 26 (Schön) für Annedore & Julius Leber

- Annedore Leber, Schneiderin und Publizistin (* 18. März 1904 in Wilmersdorf bei Berlin; † 28. Oktober 1968 in Berlin)
- Julius Leber, Journalist, führender Sozialdemokrat (* 16. November 1891 Biesheim/Elsass; † 5. Januar 1945 Berlin-Plötzensee, hingerichtet)
- Oberleutnant d. R. Heinrich Graf von Lehndorff-Steinort, Volkswirt und Gutsbesitzer (* 22. Juni 1909 Hannover; † 4. September 1944 Berlin-Plötzensee, hingerichtet)
- Paul Lejeune-Jung (* 16. März 1882 Köln; † 8. September 1944 Berlin-Plötzensee, hingerichtet)
- Major Ludwig Freiherr von Leonrod (* 17. September 1906 München; † 26. August 1944 Berlin-Plötzensee, hingerichtet)
- Hauptmann im OKW Bernhard Letterhaus, bis 1933 christlicher Gewerkschafter, Zentrumsabgeordneter und Vizepräsident des Katholischen Kirchentages in Münster (* 10. Juli 1894 Barmen; † 14. November 1944 Berlin-Plötzensee, hingerichtet)
- Franz Leuninger, ehemaliger Generalsekretär des christlichen Metallarbeiter-Verbandes (* 28. Dezember 1898 Mengerskirchen;† 1. März 1945 Berlin-Plötzensee, hingerichtet)
- Wilhelm Leuschner, führender Gewerkschafter und Sozialdemokrat, ehemaliger hessischer Innenminister (* 15. Juni 1890 Bayreuth; † 29. September 1944 Berlin-Plötzensee, hingerichtet)
- General der Artillerie Fritz Lindemann (* 11. April 1894 Charlottenburg; † 22. September 1944 Berlin, erliegt den Schussverletzungen, die er sich während seiner Verhaftung zuzog)
- Oberst i. G. Hans Otfried von Linstow (* 16. März 1899 Wittenberg; † 30. August 1944 Berlin-Plötzensee, hingerichtet)
- Paul Löbe, SPD-Politiker und ehem. Reichstagspräsident, Journalist (* 14. Dezember 1875 Liegnitz; † 3. August 1967 Bonn); bis Kriegsende in Haft; später Gründungspräsident des Deutschen Rates der Europäischen Bewegung und Vorsitzender Kuratoriums Unteilbares Deutschland
- Ewald Loeser, Jurist, Vorstandsmitglied der Friedrich Krupp AG (* 11. April 1888 Storlow/Mark; † 23. Dezember 1970)
- Ferdinand Freiherr von Lüninck, Jurist, Oberpräsident von Westfalen (* 3. August 1888 Ostwig, 14. November 1944 Berlin-Plötzensee, hingerichtet)
- Hermann Freiherr von Lüninck, Jurist, Oberpräsident der Rheinprovinz (* 3. Mai 1893  Ostwig, † 16. Mai 1975 Engelskirchen)
- Major Wilhelm Graf zu Lynar, Landwirt, Adjutant von Witzlebens (* 3. Februar 1899 Berlin; † 29. September 1944 Berlin-Plötzensee, hingerichtet)

## M
- Hermann Maaß, Philosoph, führender Sozialdemokrat (* 23. Oktober Bromberg 1897; † 20. Oktober 1944 Berlin-Plötzensee, hingerichtet)
- Oberst Rudolf Graf von Marogna-Redwitz (* 15. Oktober 1886 München; † 12. Oktober 1944 Berlin-Plötzensee, hingerichtet)

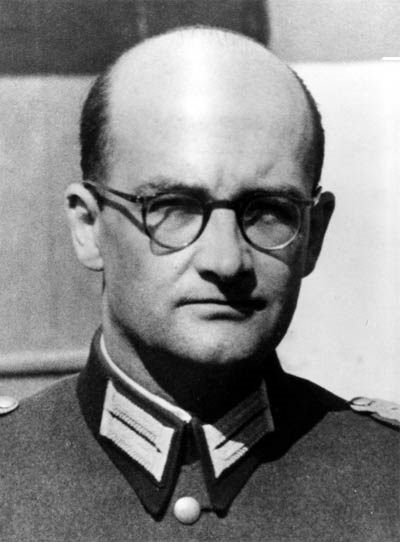
Albrecht Mertz von Quirnheim

- Carl Adolf Marks, Kaufmann (* 14. Februar 1894 Bärenstein; † 23. April 1945 Berlin, erschossen)
- Michael Graf von Matuschka, Regierungsdirektor in Kattowitz (* 29. September 1888 Schweidnitz; † 14. September 1944 Berlin-Plötzensee, hingerichtet)
- Oberst i. G. Joachim Meichßner (* 4. April 1906 Deutsch-Eylau; † 29. September 1944 Berlin-Plötzensee, hingerichtet)
- Oberst Albrecht Ritter Mertz von Quirnheim (* 25. März 1905 München; † 21. Juli 1944 Berlin, auf persönlichen Befehl von General Friedrich Fromm erschossen)
- Oberstleutnant i. G. Karl Michel (* 28. März 1904 Wiesbaden; † 14. Januar 1945 bei Ozoli nahe Kuldīga bei einem Todeskommando im Kurland-Kessel, zu dem er auf Himmlers Geheiß abkommandiert worden war)
- Carlo Mierendorff, Volkswirt, Journalist, führender SPD-Politiker (* 24. März 1897 Großenhain; † 4. Dezember 1943 Leipzig bei einem Bombenangriff)
- Freya von Moltke, Juristin und Schriftstellerin (* 29. März 1911 Köln; † 1. Januar 2010 Norwich, Vermont)

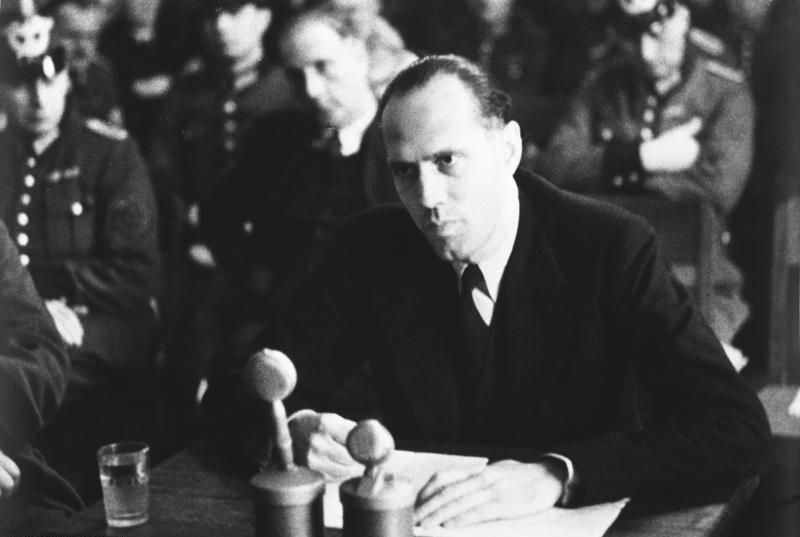
Helmuth James Graf v. Moltke vor dem „Volksgerichtshof“ im Januar 1945.

- Helmuth James Graf von Moltke, Rechtsanwalt (* 11. März 1907 Kreisau; † 23. Januar 1945 Berlin-Plötzensee, hingerichtet)
- Prälat Otto Müller, Priester und Präses der Katholischen Arbeiter-Bewegung (KAB) (* 9. Dezember 1870 Eckenhagen; † 12. Oktober 1944 Gefängniskrankenhaus Berlin-Tegel)
- Oberst Wolfgang Müller, Abteilungschef der Infanterieabteilung des Allgemeinen Heeresamts; nach dem 20. Juli bis Kriegsende inhaftiert (* 15. Dezember 1901 Bad Rehburg; † 6. Januar 1986 Mettmann)
- Oberstleutnant Ernst Munzinger (* 6. Juli 1887 Riga, Russisches Kaiserreich; † 23. April 1945 Berlin, ohne Urteil erschossen)

## N
- Reichskriminaldirektor Arthur Nebe, Chef des Reichskriminalpolizeiamtes (* 13. November 1894 Berlin; † 21. März 1945 Berlin-Plötzensee, hingerichtet)
- Wilhelm zur Nieden, Stadtbaurat (* 29. August 1878 Fröndenberg; † 23. April 1945 Berlin, erschossen)
- Gustav Noske, SPD-Politiker, Minister, Journalist (* 9. Juli 1868 Brandenburg an der Havel; † 30. November 1946 Hannover); nach dem 20. Juli 1944 bis Kriegsende in Haft

## O
- Major i. G. Hans-Ulrich von Oertzen (* 6. März 1915 Berlin; † 21. Juli 1944 Berlin, Suizid)

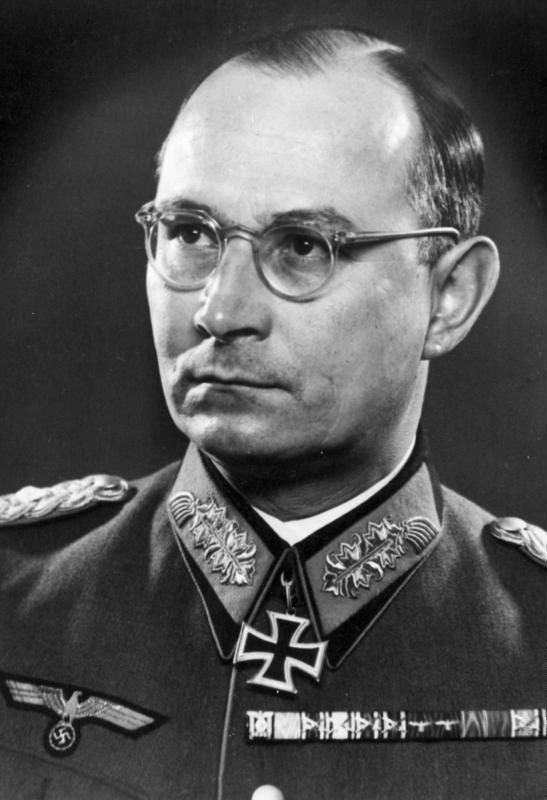
Friedrich Olbricht 1939

- General der Infanterie Friedrich Olbricht (* 4. Oktober 1888 Leisnig; † 21. Juli 1944 Berlin, auf persönlichen Befehl von General Friedrich Fromm erschossen)
- Leutnant Georg-Sigismund von Oppen (* 27. Januar 1923 in Potsdam; † 22. Februar 2008 in Gualeguaychú, Argentinien), wurde nach der Haft im Zellengefängnis Lehrter Straße entlassen
- Generalmajor Hans Oster (* 9. August 1887 Dresden; † 9. April 1945 KZ Flossenbürg, hingerichtet)
- Margarethe von Oven, Sekretärin (* 11. März 1904 Schöneberg bei Berlin; † 5. Februar 1991 Göttingen), wurde nach Verhören für unverdächtig gehalten

## P

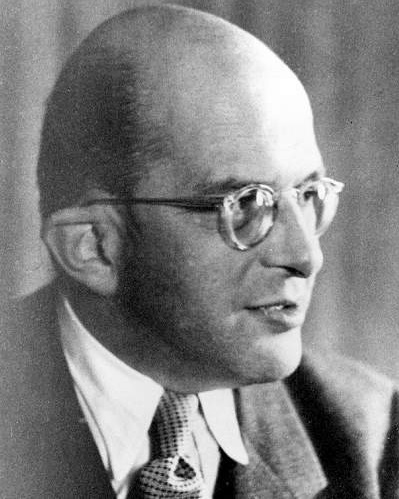
Erwin Planck ca. 1932

- Friedrich Justus Perels, Justiziar der Bekennenden Kirche (* 13. November 1910 Berlin; † 23. April 1945 Berlin, erschossen)
- Karl Georg Pfleiderer, Mitarbeiter im Auswärtigen Amt (* 10. Mai 1899 Stuttgart; † 8. Oktober 1957 Bonn), nach 1945 Bundestagsabgeordneter und Botschafter der BRD.

- Staatssekretär a. D. Erwin Planck, Sohn Max Plancks, (* 12. März 1893 Charlottenburg; † 23. Januar 1945 Berlin-Plötzensee, hingerichtet)
- Kurt von Plettenberg, Hofkammerpräsident (* 31. Januar 1891 Bückeburg; † 10. März 1945 Berlin, Suizid in Gestapo-Haft)
- Louis Ferdinand von Preußen, preußischer und deutscher Thronprätendent (* 9. November 1907 Potsdam; † 25. September 1994 Bremen)
- Johannes Popitz, preußischer Finanzminister (* 2. Dezember 1884 Leipzig; † 2. Februar 1945 Berlin-Plötzensee, hingerichtet)

## R
- Cuno Raabe, Jurist (* 5. Mai 1888 Fulda; † 3. Mai 1971 Gersfeld (Rhön)); von Juli 1944 bis Kriegsende inhaftiert, nach dem Krieg CDU-Politiker und Vizepräsident des hessischen Landtages
- General Friedrich von Rabenau (* 10. Oktober 1884 Berlin † April 1945 KZ Flossenbürg, ohne Urteil erschossen)
- Oberstleutnant i. G. Karl Ernst Rahtgens (* 27. August 1908 Lübeck; † 30. August 1944 Berlin-Plötzensee, hingerichtet)
- Adolf Reichwein, Reformpädagoge und Sozialdemokrat (* 3. Oktober 1898 Bad Ems; † 20. Oktober 1944 Berlin-Plötzensee, hingerichtet)
- Rosemarie Reichwein, Reformpädagogin und Gymnastiklehrerin (* 24. Juli 1904 in Deutsch-Wilmersdorf; † 5. August 2002 in Berlin)

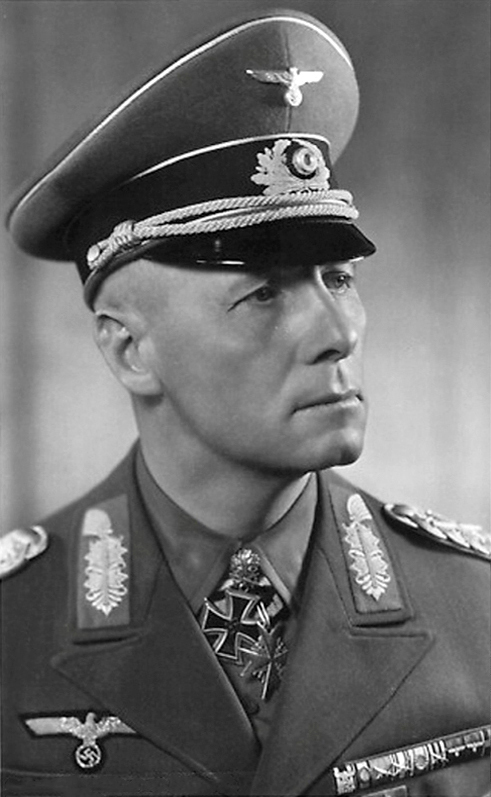
Erwin Rommel 1942

- Oberst Alexis Freiherr von Roenne (* 22. Februar 1903 Tuckum/Kurland; † 12. Oktober 1944 Berlin-Plötzensee, hingerichtet)
- Wilhelm Roloff, kaufmännischer Direktor der Nordsee GmbH (* 28. März 1900 Altona; † 22. Februar 1979 Toronto, Kanada)
- Generalfeldmarschall Erwin Rommel (* 15. November 1891 Heidenheim an der Brenz; † 14. Oktober 1944 Herrlingen bei Ulm, zum Suizid gezwungen); Kontakte zum Widerstand um Stauffenberg sind in der Forschung umstritten
- Provinzial Augustin Rösch, SJ (* 11. Mai 1893 Schwandorf; † 7. November 1961 München); Mitglied des katholischen Flügels des Kreisauer Kreises, 11. Januar 1945 verhaftet und schwer misshandelt, am 25. April 1945 entlassen

## S

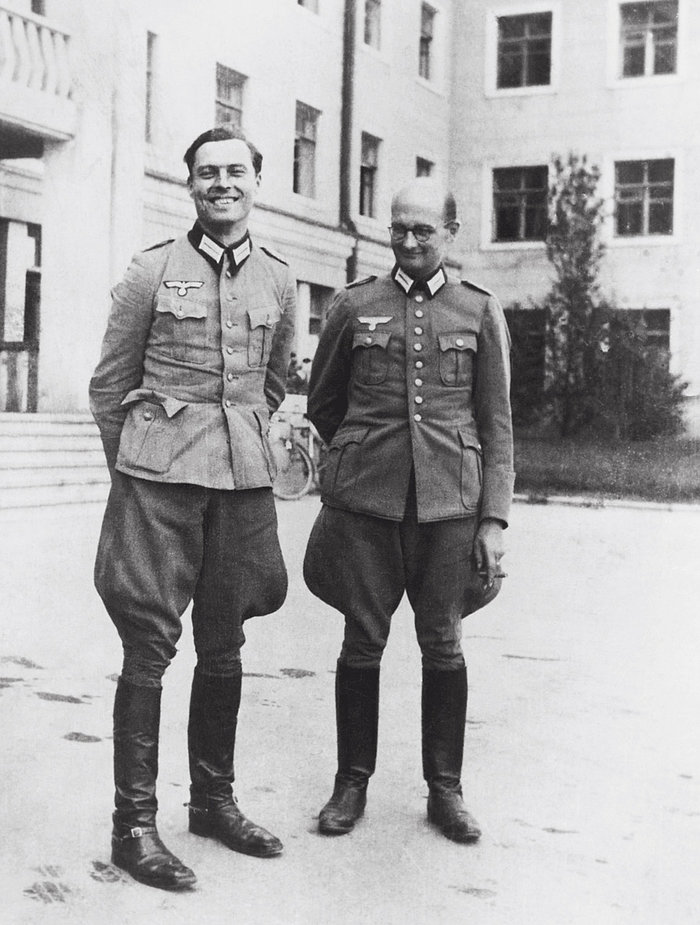
Stauffenberg (links), Mertz von Quirnheim (rechts)

- Generalstabsrichter Karl Sack (* 9. Juni 1896 Bosenheim; † 9. April 1945 KZ Flossenbürg, hingerichtet)
- Oberstleutnant i. G. Joachim Sadrozinski (* 20. September 1907 Tilsit; † 29. September 1944 Berlin-Plötzensee, hingerichtet)
- Anton Saefkow, Maschinenbauer, führender Kommunist (* 22. Juli 1903 Berlin; † 18. September 1944 Brandenburg-Görden, hingerichtet)
- Major Hans-Viktor Graf von Salviati (* 23. August 1897 Stuttgart; † 23. April 1945 Berlin Zellengefängnis Lehrter Straße, von der SS hingerichtet)
- Major Adolf Friedrich Graf von Schack (* 3. August 1888 St. Goar; † 15. Januar 1945 Brandenburg-Görden, hingerichtet)
- Oberleutnant Fabian von Schlabrendorff (* 1. Juli 1907 Halle (Saale); † 3. September 1980 Wiesbaden); ohne Urteil bis Kriegsende inhaftiert
- Rüdiger Schleicher, Ministerialrat im Luftamt (* 14. Januar 1895 Stuttgart; † 23. April 1945 Berlin, ermordet)
- Generalmajor Hans Georg Schmidt von Altenstadt, Leiter der Abteilung Kriegsverwaltung beim Generalquartiermeister, (* 21. August 1904 Langfuhr/Danzig; † 25. Juli 1944 Bad Tölz), sondierte bei Befehlshabern wie sie sich beim bevorstehenden Attentat verhalten würden, entging durch Unfall mit Todesfolge der Verfolgung
- Egidius Schneider (* 12. August 1893 Vettelschoß, Kreis Neuwied; † 11. Januar 1958 Königswinter), Jurist, Caritasrefent, Offizier; 1944 des Hochverrats angeklagt und in Berlin-Plötzensee inhaftiert, entging jedoch der Hinrichtung und geriet in Kriegsgefangenschaft
- Ernst Schneppenhorst, Schreiner, SPD-Politiker, Gewerkschaftsführer (* 19. April 1881 Krefeld; † 24. April 1945 Berlin, ermordet)
- Otto Schniewind, Bankier (* 15. August 1887 Köln; † 26. Februar 1970 Starnberg); bis Kriegsende inhaftiert, später Mitbegründer der Kreditanstalt für Wiederaufbau
- Rittmeister d. R. Friedrich Scholz-Babisch (* 10. April 1890 Rohrau, Schlesien; † 13. Oktober 1944 Berlin-Plötzensee, hingerichtet)
- Oberst Hermann Schöne, Fabrikant (* 6. Mai 1888 Kirchhain/Niederlausitz; † 15. Januar 1945 Brandenburg-Görden, hingerichtet)
- Oberstleutnant Werner Schrader (* 7. März 1895 Rottorf; † 28. Juli 1944 Zossen, Suizid)

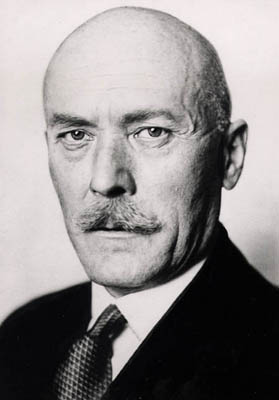
Friedrich-Werner von der Schulenburg

- Botschafter Friedrich Werner von der Schulenburg (* 20. November 1875 Kemberg; † 10. November 1944 Berlin-Plötzensee, hingerichtet)
- Regierungspräsident Fritz-Dietlof von der Schulenburg (* 5. September 1902 London; † 10. August 1944 Berlin-Plötzensee, hingerichtet)
- Oberst i. G. Georg Schulze-Büttger (* 5. Oktober 1904 Posen; † 13. Oktober 1944 Berlin-Plötzensee, hingerichtet)
- Staatsrat a. D. Ludwig Schwamb, Jurist, führender Sozialdemokrat (* 30. Juli 1890 Undenheim; † 23. Januar 1945 Berlin-Plötzensee, hingerichtet)
- Offizier im OKW Ulrich Wilhelm Graf Schwerin von Schwanenfeld (* 21. Dezember 1902 Kopenhagen; † 8. September 1944 Berlin-Plötzensee, hingerichtet)
- Hans Ludwig Sierks, Bauingenieur (* 24. Juli 1877 Seeth; † 22./23. April 1945 Berlin, erschossen)
- Oberstleutnant i. G. Günther Smend (* 29. November 1912 Trier; † 8. September 1944 Berlin-Plötzensee, hingerichtet)
- Franz Sperr, Unternehmer, bis 1934 letzter bayerischer Gesandter in Berlin (* 12. Februar 1878 Karlstadt am Main; † 23. Januar 1945 Berlin-Plötzensee, hingerichtet)
- Oberst Wilhelm Staehle (* 20. November 1877 Neuenhaus; † 23. April 1945 Berlin, erschossen trotz Urteil auf 2 Jahre Haft)
- Hanna Solf (* 14. November 1887 Neuenhagen bei Berlin; † 4. November 1954 Starnberg); von 1943 bis zum Kriegsende inhaftiert
- Friedrich Hermann zu Solms-Baruth (* 25. März 1886 Klitschdorf/Schlesien; † 12. September 1951 Windhoek/Namibia); bis Kriegsende ohne Urteil in Haft
- Generalleutnant Hans Speidel (* 28. Oktober 1897 Metzingen; † 28. November 1984 Bad Honnef; Stabschef von Erwin Rommel. Wurde nach dem Attentat der Mitwisserschaft verdächtigt und inhaftiert, konnte jedoch kurz vor Kriegsende aus der Gefangenschaft entkommen)
- Marineoberstabsrichter Berthold Schenk Graf von Stauffenberg, (* 15. März 1905 Stuttgart; † 10. August 1944 Berlin-Plötzensee, hingerichtet)

- Oberst i. G. Claus Schenk Graf von Stauffenberg (* 15. November 1907 Jettingen; † 21. Juli 1944 Berlin, auf persönlichen Befehl von General Friedrich Fromm erschossen)
- Nina Schenk Gräfin von Stauffenberg (* 27. August 1913 in Kowno; † 2. April 2006 in Kirchlauter)
- Oberst i. G. Hans-Joachim von Steinaecker (* 30. Dezember 1887; in sowjetische Kriegsgefangenschaft geraten und am 26. Juli 1945 in Rüdersdorf bei Berlin erschossen aufgefunden)
- Offizier im Generalstab Theodor Steltzer (* 17. Dezember 1885 Trittau; † 27. Oktober 1967 München); im Januar 1945 zum Tode verurteilt, durch ausländische Fürsprache konnte die Hinrichtung aufgeschoben werden
- Generalmajor Hellmuth Stieff (* 6. Juni 1901 Deutsch-Eylau; † 8. August 1944 Berlin-Plötzensee, hingerichtet)
- Hauptmann d. R. im OKW Theodor Strünck (* 7. April 1895 Pries bei Kiel; † 9. April 1945 im KZ Flossenbürg)
- General Carl-Heinrich von Stülpnagel (* 2. Januar 1886 Berlin; † 30. August 1944 Berlin-Plötzensee, hingerichtet)
- Major Carl Szokoll (* 15. Oktober 1915 Wien; † 25. August 2004 ebenda); blieb unentdeckt, nach dem Krieg Filmproduzent

## T

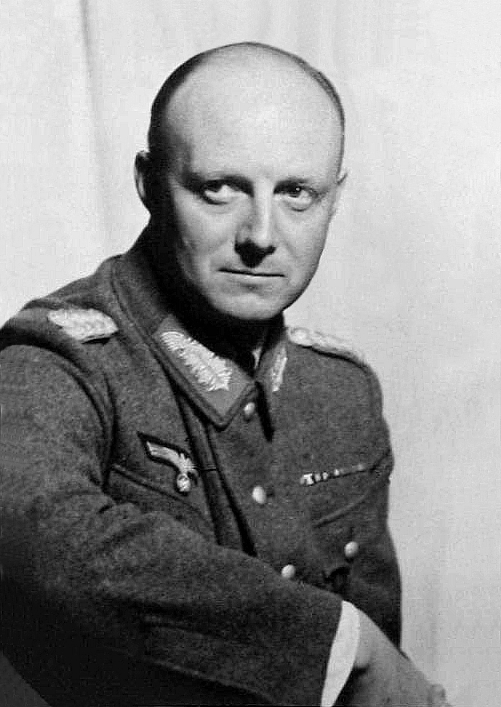
Henning von Tresckow

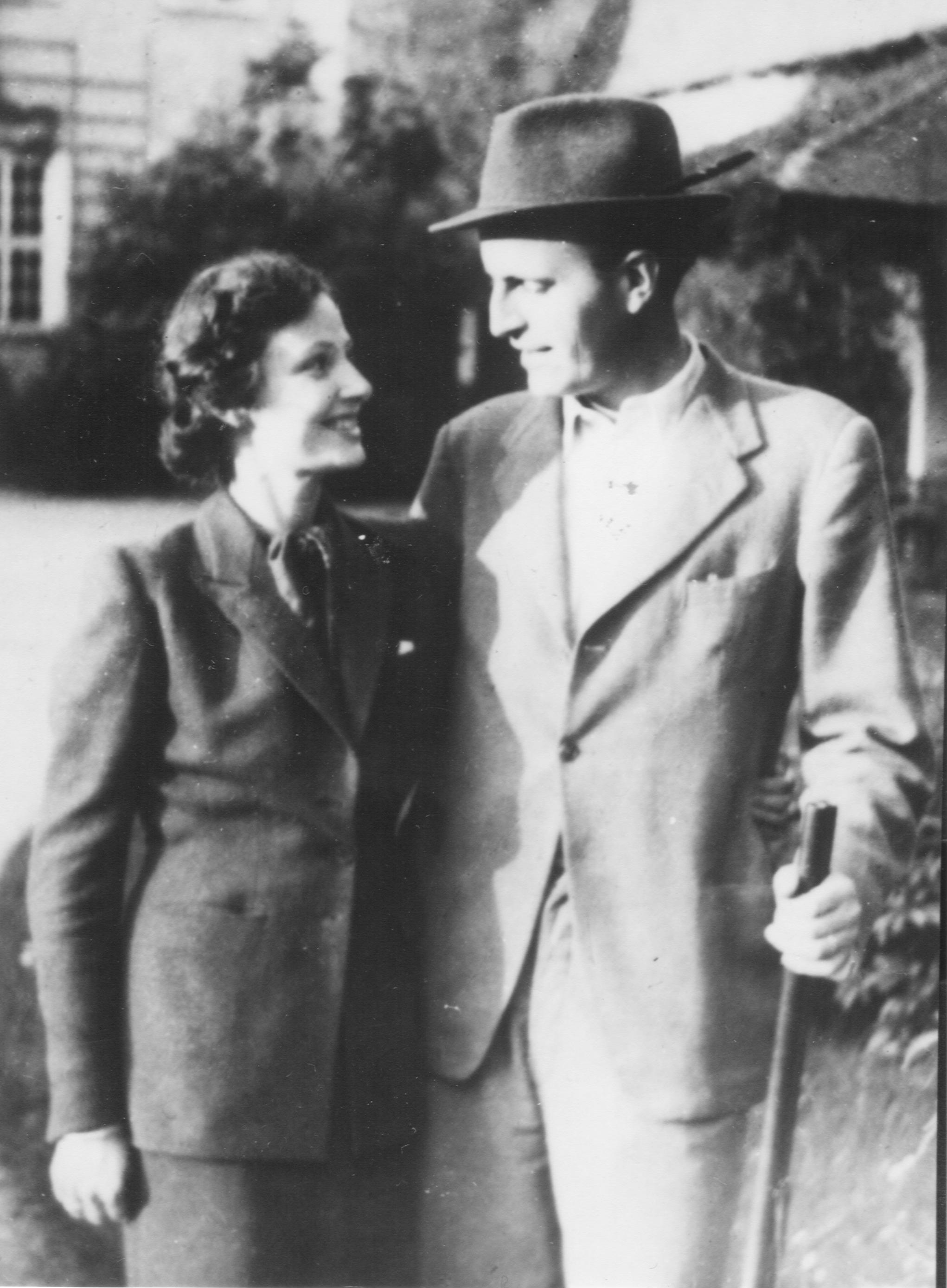
Clarita und Adam von Trott zu Solz an Pfingsten 1944

- Oberstleutnant Gustav Tellgmann (* 22. Oktober 1891 Weida; † 26. Februar 1945 Brandenburg-Görden, hingerichtet)
- Generalleutnant Fritz Thiele (* 14. April 1894 Berlin; † 4. September 1944 Berlin-Plötzensee, hingerichtet)
- Major Busso Thoma (* 31. Oktober 1899 St. Blasien-Immeneich; † 23. Januar 1945 Berlin-Plötzensee, hingerichtet)
- Generalleutnant Karl Freiherr von Thüngen (* 26. Juni 1893 Mainz; † 24. Oktober 1944 im Zuchthaus Brandenburg hingerichtet)
- Oberstleutnant Gerd von Tresckow (* 21. März 1899 Lüben; † 6. September 1944 Berlin, Suizid)
- Generalmajor Henning von Tresckow (* 10. Januar 1901 Magdeburg; † 21. Juli 1944 Ostrów Mazowiecki (Bezirk Bialystok), Suizid)
- Carl Dietrich von Trotha (* 25. Juni 1907 in Kreisau; † 28. Juni 1952 in Fox Lake, Illinois) Jurist, Ökonom, Hochschullehrer und Oberregierungsrat, Mitglied des Kreisauer Kreises.
- Legationsrat Adam von Trott zu Solz (* 9. August 1909 Potsdam; † 26. August 1944 Berlin-Plötzensee, hingerichtet)
- Clarita von Trott zu Solz, Ärztin und Psychoanalytikerin (* 19. September 1917 in Hamburg; † 28. März 2013 in Berlin)

## U
- Oberst Walther Freiherr von Uckermann (* 3. März 1904 in Zerbst/Anhalt; † im April 1945) wurde wegen Verbindungen zu Widerstandskämpfern zur Bewährung in die SS-Sondereinheit Dirlewanger strafversetzt
- Oberst z.V. Nikolaus Graf von Üxküll-Gyllenband (* 14. Februar 1877 Güns/Ungarn; † 14. September 1944 Berlin-Plötzensee, hingerichtet)

## V
- Fritz Voigt, kaufmännischer Angestellter, SPD-Politiker, Gewerkschafter (* 18. November 1882 Trebra; † 1. März 1945 Berlin-Plötzensee, hingerichtet)
- Oberstleutnant Hans-Alexander von Voss (* 13. Dezember 1907 Charlottenburg; † 8. November 1944 Heinersdorf bei Berlin, Suizid)

## W
- General der Artillerie Eduard Wagner, Generalquartiermeister des Heeres (* 1. April 1894 Kirchenlamitz; † 23. Juli 1944 Zossen, Suizid)
- Oberst Siegfried Wagner (* 16. Februar 1881 Graudenz; † 26. Juli 1944 KZ Sachsenhausen, an den Verletzungsfolgen eines Suizidversuchs bei seiner Verhaftung)

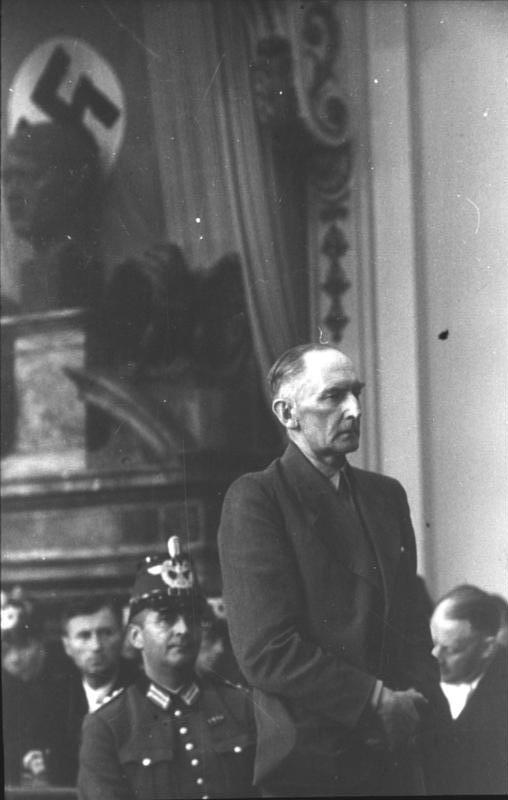
Erwin v. Witzleben als Angeklagter im August 1944 kurz vor seiner Hinrichtung

- Hermann Josef Wehrle, katholischer Priester (* 26. Juli 1899 Nürnberg; † 14. September 1944 Berlin-Plötzensee, hingerichtet)
- Carl Wentzel, Unternehmer (* 9. Dezember 1876 Brachwitz; † 20. Dezember 1944 Berlin-Plötzensee, hingerichtet)
- Joachim Wilhelm Freiherr von Willisen, Forstwissenschaftler, Offizier (* 31. Januar 1900 Gut Bärwalde; † 5. April 1983, München) während der Verhöre konnte ihm nicht nachgewiesen werden, dass er über das geplante Attentat informiert war bzw. darum wusste.
- Josef Wirmer, Rechtsanwalt (* 19. März 1901 Paderborn; † 8. September 1944 Berlin-Plötzensee, hingerichtet)
- Oswald Wiersich, Maschinenbauer, Gewerkschaftsführer, SPD-Politiker (* 1. September 1882 Breslau;† 1. März 1945 Berlin-Plötzensee, hingerichtet)
- Generalfeldmarschall Erwin von Witzleben (* 4. Dezember 1881 Breslau; † 8. August 1944 Berlin-Plötzensee, hingerichtet)

## Y

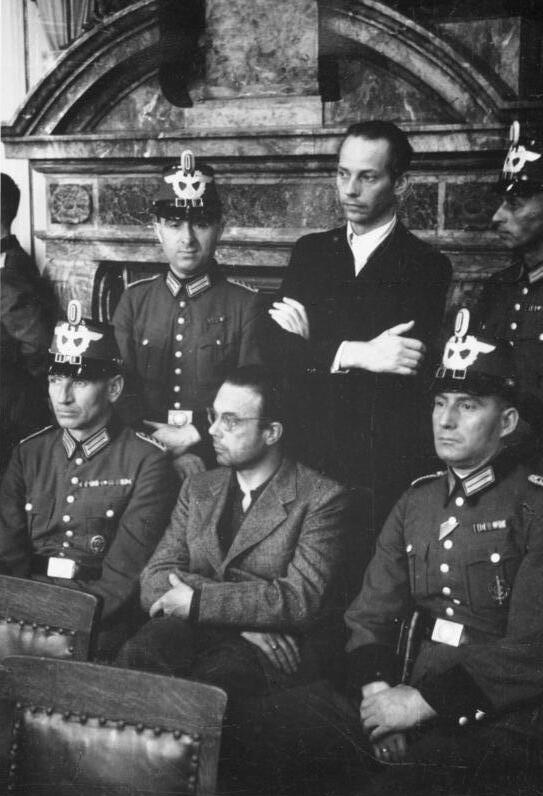
Albrecht von Hagen (unten Mitte) und Peter Graf Yorck von Wartenburg (oben Mitte) vor dem „Volksgerichtshof“

- Irene Yorck von Wartenburg, Ärztin (* 4. März 1913 auf Gut Klein-Öls, Landkreis Ohlau, Niederschlesien; † 14. Oktober 1950 in Berlin)
- Marion Gräfin Yorck von Wartenburg, Juristin (* 14. Juni 1904 in Berlin; † 13. April 2007 Berlin)
- Paul Graf Yorck von Wartenburg, Fideikommissherr auf Klein-Oels (* 26. Januar 1902 Klein-Oels; † 9. Juni 2002 Neureichenau); von Juli 1944 bis Kriegsende ohne Urteil in Sippenhaft; nach dem Zweiten Weltkrieg Mitbegründer der CDU und Diplomat
- Peter Graf Yorck von Wartenburg (* 13. November 1904 auf Gut Klein Öls, Landkreis Ohlau, Provinz Schlesien; † 8. August 1944 in Berlin-Plötzensee), Jurist, der zum Kern der Verschwörer vom 20. Juli 1944 zählte.

## Gedenkorte
- Gedenkstätte Deutscher Widerstand (Bendlerblock)
- Gedenkstätte Plötzensee
- Stauffenberg-Erinnerungsstätte im Stuttgarter Alten Schloss